# 166622 Sébastien
166622 Sébastien è un asteroide della fascia principale. Scoperto nel 2002, presenta un'orbita caratterizzata da un semiasse maggiore pari a 2,9774888 au e da un'eccentricità di 0,0823221, inclinata di 14,00116° rispetto all'eclittica.
L'asteroide era stato inizialmente battezzato 166622 Sebastien per poi essere corretto nella denominazione attuale.
L'asteroide è dedicato al planetologo francese Sébastien Rodriguez.